# Dasycyrton
Dasycyrton is een vliegengeslacht uit de familie van de roofvliegen (Asilidae).

## Soorten
- D. arrayanensis Artigas, 1970
- D. coquimbensis Artigas, 1970
- D. gibbosus Philippi, 1865
- D. medinae Artigas, 1970
- D. sucinopedis Artigas, 1970